# Estación Plomer
Plomer es una estación ferroviaria ubicada en la localidad del mismo nombre, partido de General Las Heras, Provincia de Buenos Aires, Argentina.

## Servicios
Las vías de la Compañía General se encuentran practicables hacia Villars y Rosario. En tanto, las vías del Midland, desde Marinos del Crucero General Belgrano hasta aquí se encuentran sin tráfico (y robadas las vías en varios tramos), mientras que desde aquí hasta la Estación Carhué se encuentran totalmente levantadas las vías desde 1977.
En los consejos deliberantes de Merlo, Marcos Paz y General Las Heras se han presentado proyectos de extender el ramal desde la Estación Marinos del Crucero General Belgrano hasta esta estación siendo la cabecera y final del recorrido del Ramal M.   
Aún no se sabe cuándo comenzarán las obras de reactivación, debido al gran interés a la reactivación del ramal G4 hasta Navarro. Pero próximamente cuando se finalicen las obras de reactivación a Navarro se hará un estudio de rentabilidad y también para evaluar las condiciones del ramal para ver si es posible la extensión hasta esta estación.  
La Asociación Ferrocarril Midland está trabajando para recuperar la vía entre la estación Marinos del Crucero General Belgrano y la estación Plomer. Mientras que la Asociación Amigos del Belgrano ha recuperado la traza entre Plomer y cercanías de la Estación Elías Romero.

## Historia
Fue construida por la Compañía General de Ferrocarriles en la Provincia de Buenos Aires en 1908, como parte de la vía que llegó a Rosario en ese mismo año.
En el mismo año, pasó a compartir la estación con el Ferrocarril Midland, como resultado de un conflicto de intereses que alcanzó los estrados jurídicos. Los trenes del Midland utilizaban el segundo andén (isla).
El último tren de pasajeros pasó por esta estación en 1977.
El último tren (un traslado de coches de Rosario a Tapiales) pasó en 1997

### Toponimia
El nombre recuerda a Pedro Plomers Huguet, abuelo del fundador del pueblo.

### Restauración
En febrero de 2016 la Asociación Amigos del Belgrano pintó y refaccionó la galería de la estación Plomer, dejando renovada la vista principal del edificio.

## Galería de fotos

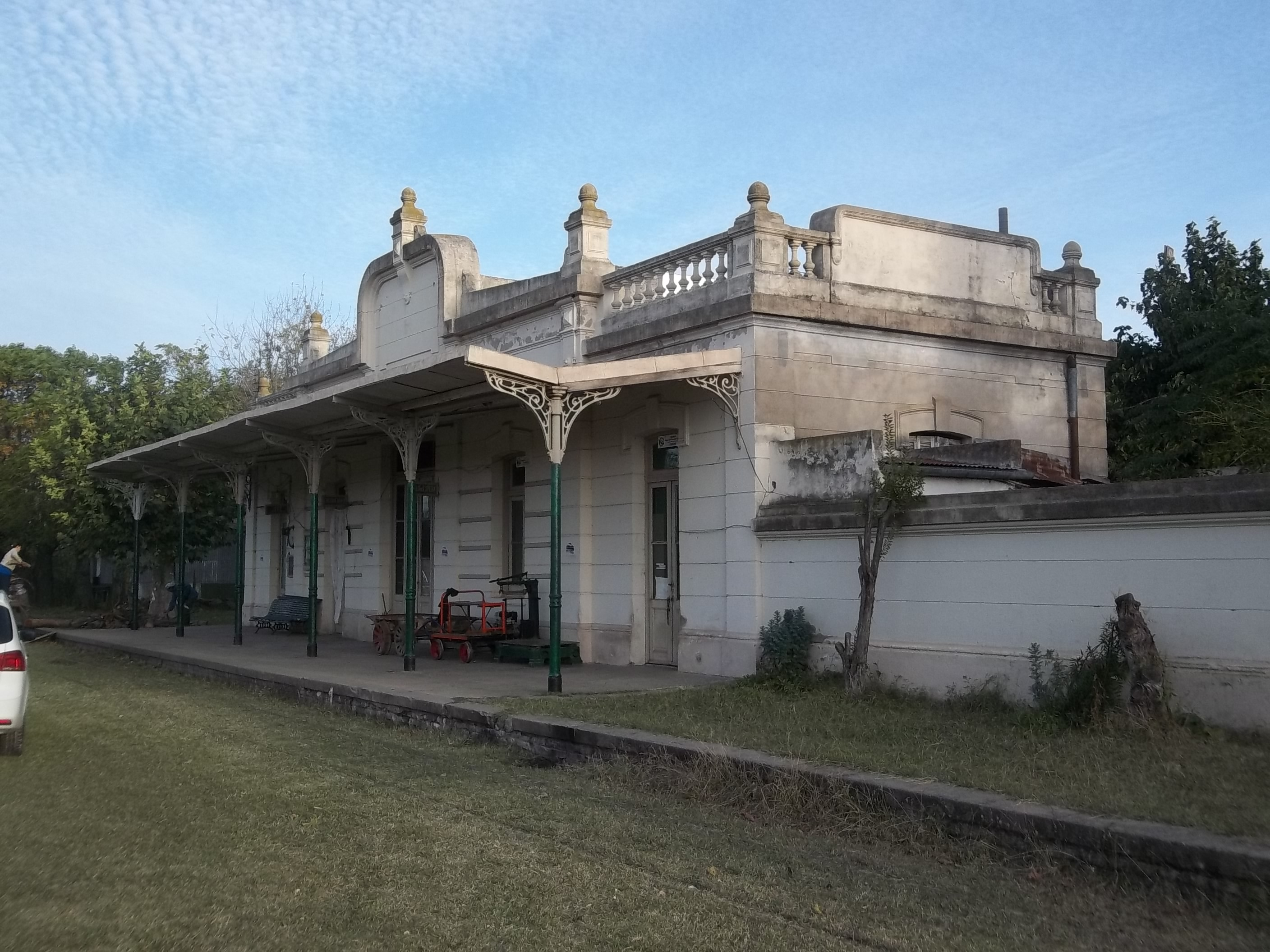
Estación Plomer
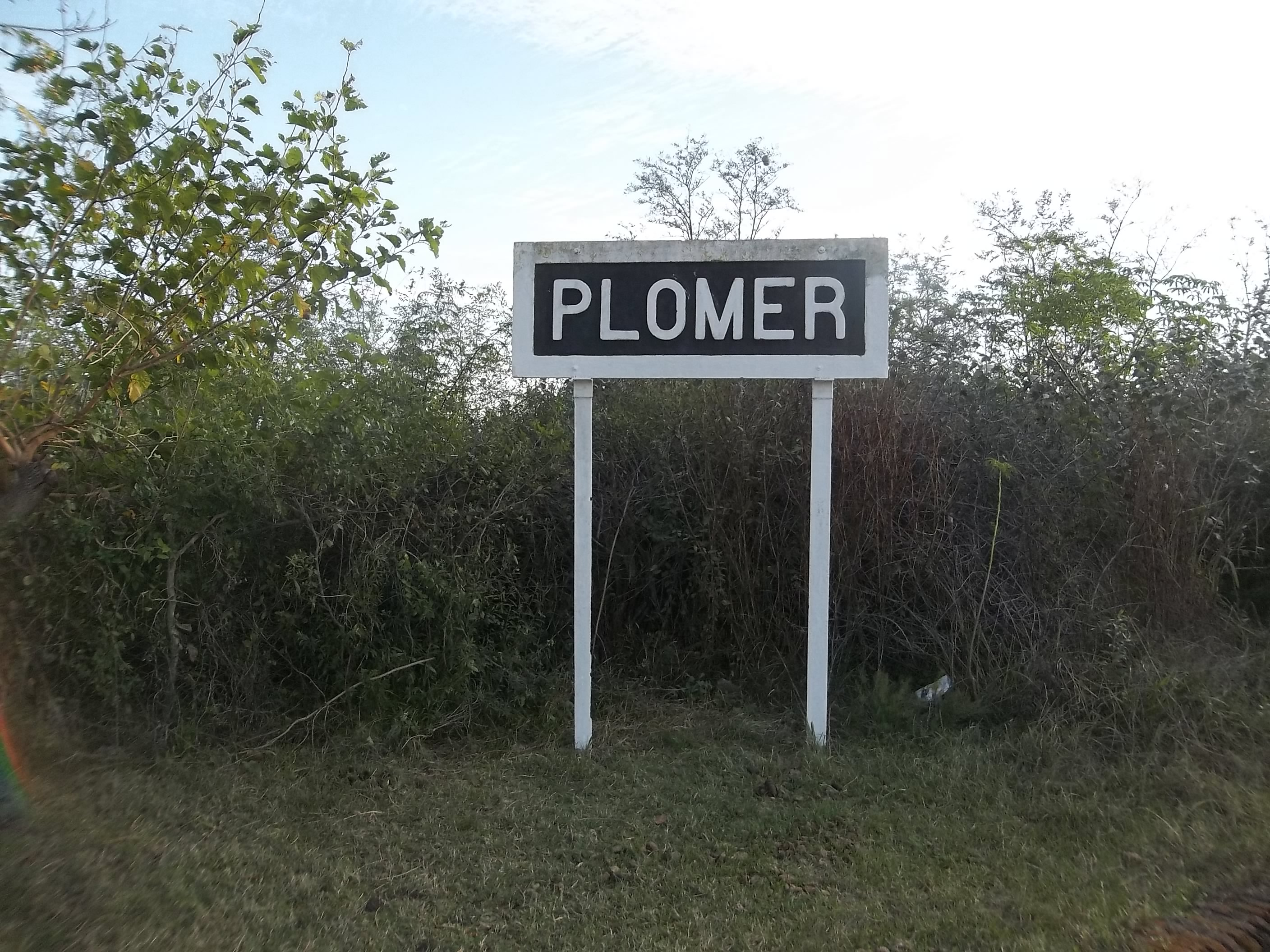
Nomenclador oeste
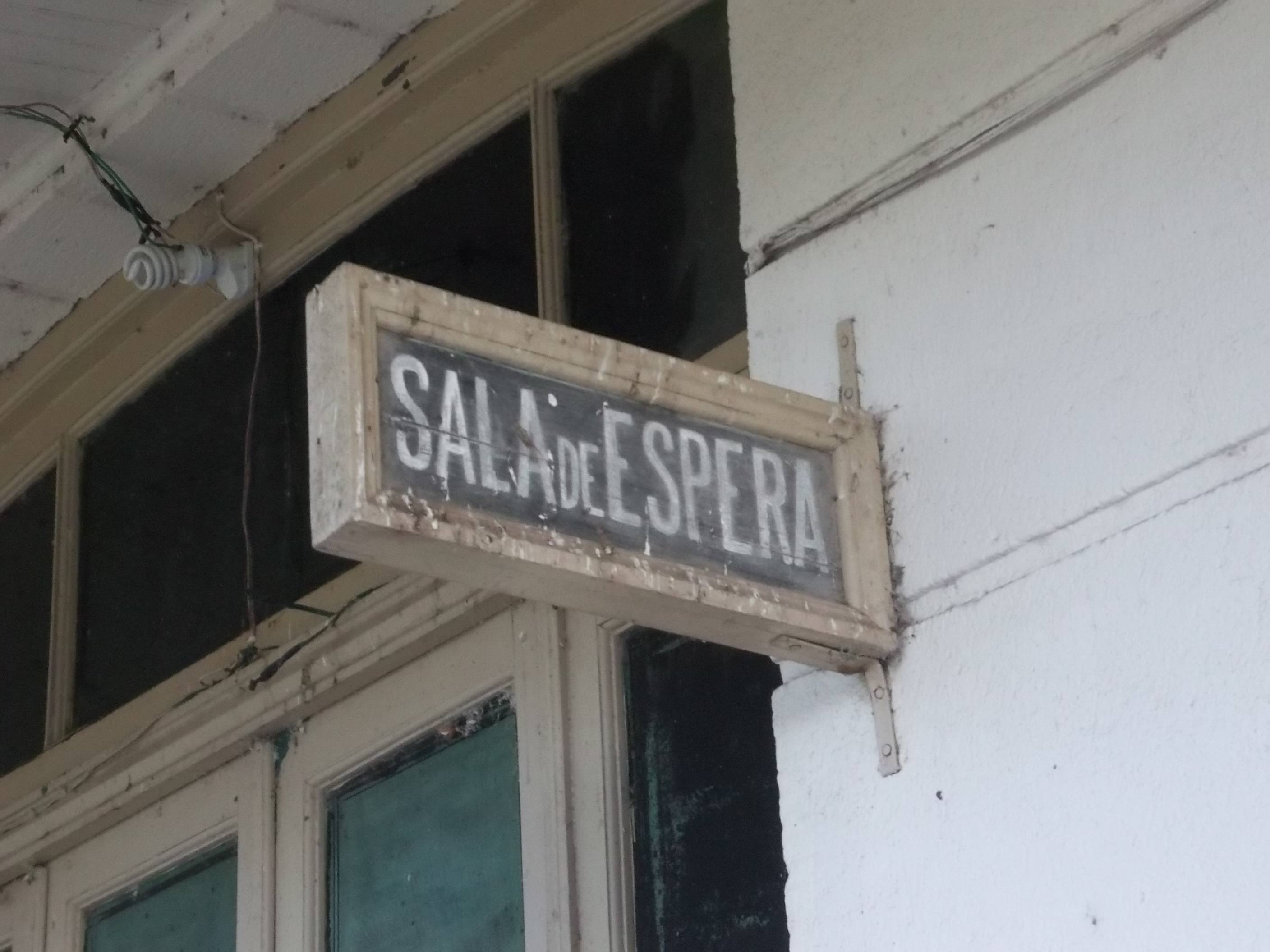
Cartel "Sala de Espera"
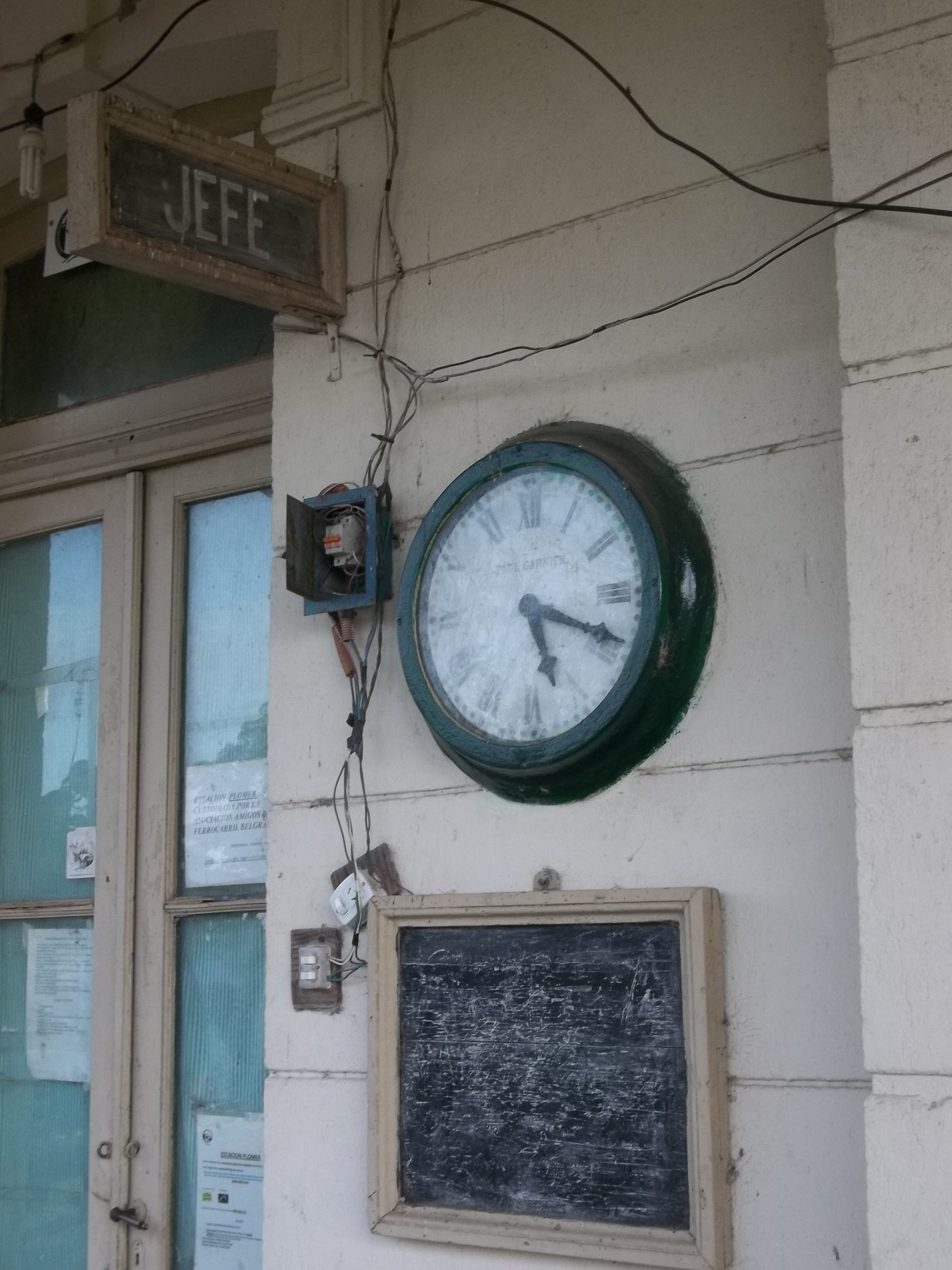
Reloj
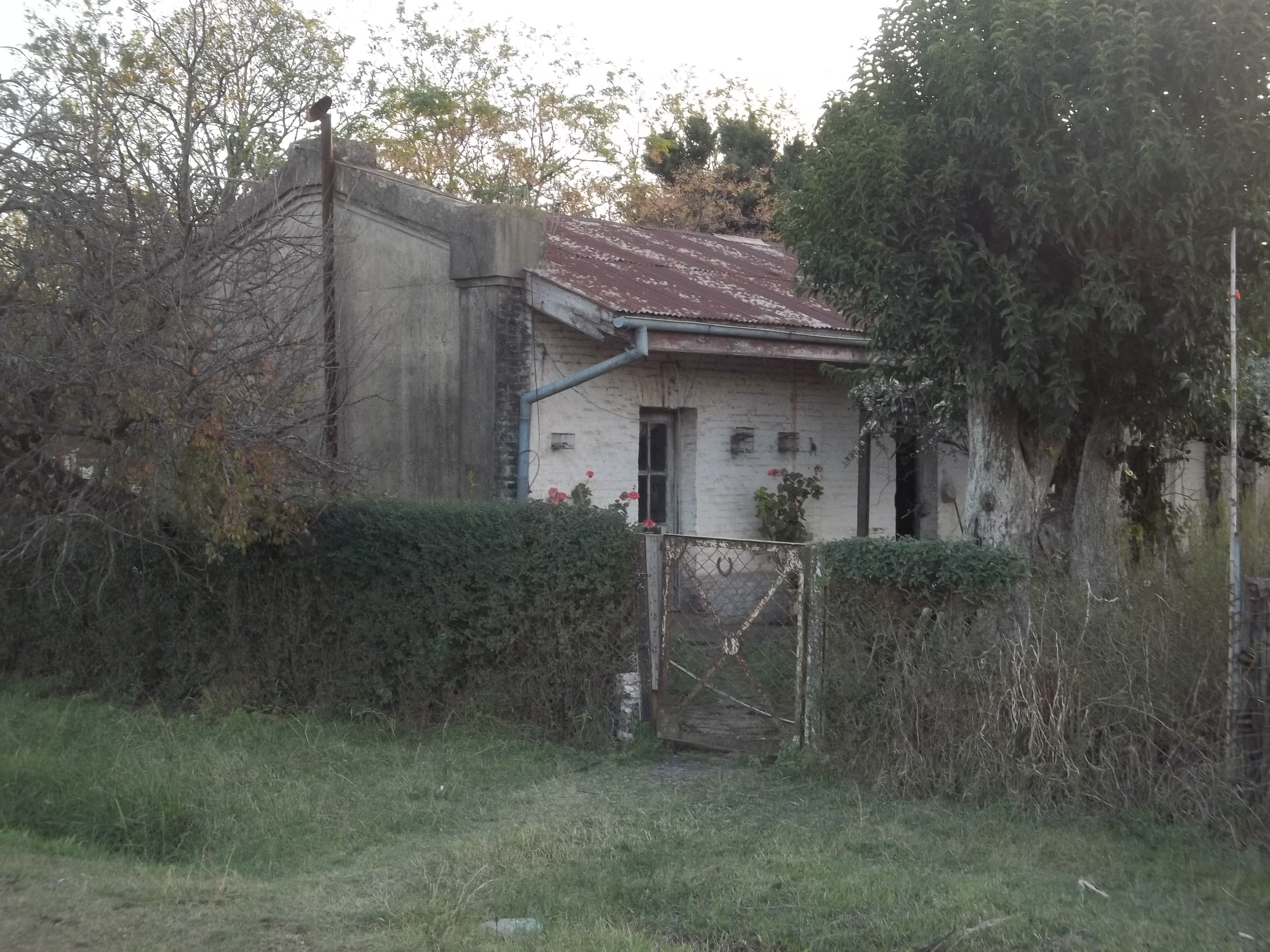
Anexo de la estación Plomer